# 더티 랩
더티 랩(Dirty rap), 포르노 랩(porno, porn rap), 섹스 랩(sex rap), 부티 랩(booty rap), 또는 포르노 코어(pornocore)는 주로 성적으로 노골적인 주제를 중심으로 서정적인 내용을 포함하는 힙합 음악의 하위 장르이다.
가사는 종종 노골적이고 사실적이며, 때로는 코믹하거나 불쾌할 정도로 노골적이다. 역사적으로 더티 랩은 종종 유명한 마이애미 베이스 랩 씬에서 생겨난 뚜렷한 베이스 주도의 사운드를 포함했다. 하지만, 더티 랩은 최근 볼티모어 클럽(Baltimore club), 게토 하우스(ghetto house), 게토 테크(ghettotech)에 의해 큰 영향을 받고 있다. 상당수의 더티 랩 장르의 음악들이 2000년대 이후 포르노 영화의 사운드 트랙으로 사용되어 전통적인 포르노 그루브(porn groove)를 대체하고 있다.

## 1980년대 후반, 1990년대 초반의 더티 랩
장르는 블로우파이의 "Rapp Dirty"와 함께 적어도 1970년대 말부터 등장하기 시작했다. 1983년 오클랜드 래퍼 "Too Short"가 Don't Stop Rappin'을 발매하며 다양한 더티 랩의 성적인 요소를 포함하면서 중심적인 초점이 되었다. 비록 그의 고향인 오클랜드 밖에서는 이 음반이 많은 관심을 끌지 못했지만, 그는 그의 음악 경력 내내 도발적이고 성적인 가사를 계속 사용했고, 6개의 플래티넘 음반과 3개의 금메달을 획득했다.
논란이 된 랩 그룹 "2 Live Crew"는 마이애미 베이스 데뷔작 "Is What We Are"로 "더티 랩"을 주류로 끌어올렸다. 그들의 X등급 파티 라임의 생생한 성적 가사로, "2 Live Crew"는 많은 부정적인 평판을 얻었다. 하지만, 1989년 그들의 앨범 "As Nasty As They Wanna Be"가 더티 랩이 합법적인 장르가 되기 전까지는 아니었다. 보수적인 비평가, 검열관, 변호사들로부터 공격을 받은 후, "2 Live Crew"는 훨씬 더 정치적이고 분노한 앨범인 1990년 앨범 "Benied in the USA"로 대응했다.
"2 Live Crew"는 1991년, 많은 비평가들에 의해 "They Then They Wanna Be"의 성적 일탈적인 가사를 지면에 실었다며 질타당한 "Sports Weekend: As Nasty As They Wanna Be, Pt. 2"를 끝으로 완전히 포르노 장르의 뿌리로 돌아왔다.  스포츠 위켄드 언워드에 따르면, 이 크루는 더티 랩과 파티 랩 음악제작을 계속했다고 한다.
"2 Live Crew"의 인기를 계기로 다양한 래퍼들이 더티 랩의 뒤를 이었다. 그룹 포이즌 클랜(Poison Clan)은 Bytches With Problems와 마찬가지로 널리 성공하였다. Salt-N-Pepa는 1980년대 후반과 1990년대 초반에 여러 곡의 더티 랩 장르의 음원들을 발매했다. Sir Mix-A-Lot의 1992년 히트 싱글 1992 "Baby Got Back"은 아마도 더티 랩 장르 내에서 고려될 수 있을 것이다. 그러나 믹스어롯(Mix-A-Lot)의 작품 대부분은 그가 진정한 더티 랩 아티스트라고 여겨질 만큼 성적으로 노골적이지 않다. 비슷하게, new jack swing 힙합 그룹 Wreckx-n-Effect은 1992년, 싱글 "Rump Shaker"로 더티 랩 히트를 쳤다. 핌프 래퍼인 투 쇼츠(Too Short)의 주제는 섹스부터 갱스터 라이프스타일까지 다양하지만, 1983년 그의 첫 앨범을 시작한 이래로 더티 랩 음악의 주목할 만한 기여자이자, 초보자이기도 하다.
1990년대 초 볼티모어 클럽은 하우스 음악과 주류 힙합과는 별개로 독자성을 갖기 시작했다. 볼티모어 클럽 또는 거터 음악은 종종 성적으로 노골적인 가사를 특징으로 하며, 현재 많은 더티 랩 아티스트들에게 영향을 미쳤다. 게토텍(ghettotech)과 게토하우스(ghetto house, booty house라고도 불림) 또한 동시에 발전했고, 볼티모어 클럽보다 훨씬 더 큰 규모로, 게토텍과 게토하우스를 개척한 두 아티스트인 DJ 어썰트(DJ Assault)와 DJ 펑크(DJ Funk)가 예시한 포르노와 성적으로 노골적인 콘텐츠를 자주 포함했다.
러시아 그룹 Malchishnik을 포함한 더티 랩 그륩은, 1989년과 1994년 사이 활동했으며, 그들의 인종간 섹스에 대한 비판적인 노래인 "Sex-kontrol"(섹스 컨트롤)로 잘 알려져 있다.

## 컨템포러리 더티 랩
더티 랩은 특히 1990년대, 2000년대 서던 힙합에서 인기 있는 하위 장르였다. 2 라이브 크루(2 Live Crew)의 루크 캠벨(Luke Campbell)}은 2000년대까지 솔로 가수로 더티 랩을 계속 제작했다.
쿨 키스(Kool Keith)는 1997년 자신의 음반 "Sex Style"의 제작 방식에 담긴 서정적인 내용을 "포르노코어(pornocore)"라고 묘사했다. 이 음반은 쿨 키스가 포주부터 변태까지 다양한 캐릭터로 자신을 묘사하는 것을 특징으로 한다. 키스는 또한 다른 래퍼들을 디스하기 위해 성적 은유법을 사용하는데, 그 중 많은 래퍼들은 불우함을 강조 및 포함했다.쿨 키스는 2001년, 더 스머트 페들러스(The Smut Peddlers)의 더티 랩 또는 포르노 코어가 컨셉인 앨범인 포르노 어게인(Porn Again)에 출연했다. 더 스머트 페들러스(The Smut Peddlers)는 미스터 언(Mr. Eon)과 더 하이 & 마이티(The High & Mighty)의 DJ인 마이티 미(Mighty Mi)와 래퍼 케이지(Cage)로 구성되었다.
2001년, 아프로마(Afroman)는 코미디 랩 장르인 싱글 "Crazy Rap"을 발표했는데, 이 곡은 그가 항문 성교와 같은 성적인 활동을 매우 상세하게 묘사한 곡이다.
키아(Khia)의 히트작인 싱글 "My Neck My Back" (2002년 앨범 "Thug Misss"에서 발매)은 후에 CHR의 지위를 획득하여, 탑 40 라디오 (Top 40 radio)에서 연주되었다.
이 장르는 1990년대 후반부터 시작된 서던 힙합(또는 "Dirty South") 씬에서 2005년경 두 개의 히트 싱글을 낸 잉양 트윈스(Ying-Yang Twins)의 성적으로 노골적인 곡 "Wait (The Whisper의 노래)"로 정점을 찍었다. 데이비드 배너의 더티 랩 장르 싱글 "Play"는 "snap의 아버지"로 불리는 미스터 콜리팍(Mr. Collipark)이 프로듀싱했다. 서던 힙합 래퍼 플리(Plies)는 "Becky"와 "Fucking or What"과 같은 여러 개의 지저분한 랩 싱글을 발매했다. 플리의 작품 대부분은 마약과 폭력에 초점을 맞추고 있다. 그리고 그는 비록 발매된 거의 모든 싱글들이 더티 랩을 포함하고 있지만, 전적으로 더티 랩을 추구하는 아티스트는 아니다.
이스트 코스트 힙합 아티스트들의 더티 랩의 예로는 아키닐의 〈Put It in Your Mouth〉, 노토리어스 B.I.G.의 "Nasty Girl", 릴 킴(Lil' Kim)의 "Magic Stick" 브레이브하츠(Bravehearts)의 "Oochie Wally", 50센트의 "Candy Shop"과 저스틴 팀버레이크(Justin Timberlake)가 피쳐링한 "Ayo Technology"는 포르노를 보고 싶은 충동과 양성애 활동을 담았다. 고스트페이스 킬라(Ghostface Killah)와 미시 엘리엇의 "Tush"도 주목할 만하다.
릴 웨인은 2012년 빌보드에서 더티 랩을 가장 잘 구사하는 사람 중 한 명으로 선정되었다.
더티 랩은 2010년대에, 특히 웨스트 코스트 힙합 씬에서 또 다른 부활을 보았다. 2014년에는 DJ 머스타드(Mustard)가 프로듀싱한 앨범 My Krazy Life에 수록된 YG의 곡 "Do It To Ya"가 발매되었다. 디제이 머스타드(Mustard)는 또한 티플라이(TeeFlii)의 "24 Hours"라는 싱글을 포함하여, 최근의 몇몇 더티 랩 장르의 곡들의 제작 크레딧을 가지고 있다.
스핀 잡지(Spin Magazine)는 2000년대 중후반 Spank Rock, Bonde Do Role, Plastic Little, Peaches, Amanda Blank, 그리고 Yo Majesty와 같은 많은 인디 래퍼들이 시도하는 언더그라운드, 일렉트로 펑크나 일렉트로글래시나 댄스가 포함된 더티 랩 장르를 일렉트로-스머트(electro-smut)라고 불렀다. 이 랩퍼들은 볼티모어 클럽(Baltimore Club)과 게토테크 장면(ghettotech scenes)에서 많은 영향을 받았다.
메건 티 스탤리온(Megan Thee Stallion)과 카디 비의 2020년 곡 "WAP"은 "더티 랩" 하위 장르에 현저하게 기여하고, 영향을 준 두 가지 장르의 강력한 영향력을 특징으로 한다. 이 곡은 마이애미 베이스를 연상시키는 헤비 베이스 사운드와 볼티모어 클럽 노래, 특히 볼티모어 클럽 아티스트인 프랭크 스키의 1993년 싱글 "Wores in This House"의 두드러진 샘플을 특징으로 한다.

## 같이 보기
- 더티 블루 (Dirty Blue)

## 추가 자료
- Chang, Jeff. Can't Stop, Won't Stop: A History of the Hip-Hop Generation, Picador USA, 2006, ISBN 978-0-312-42579-1